# ジョヴァンニ・バッタリン

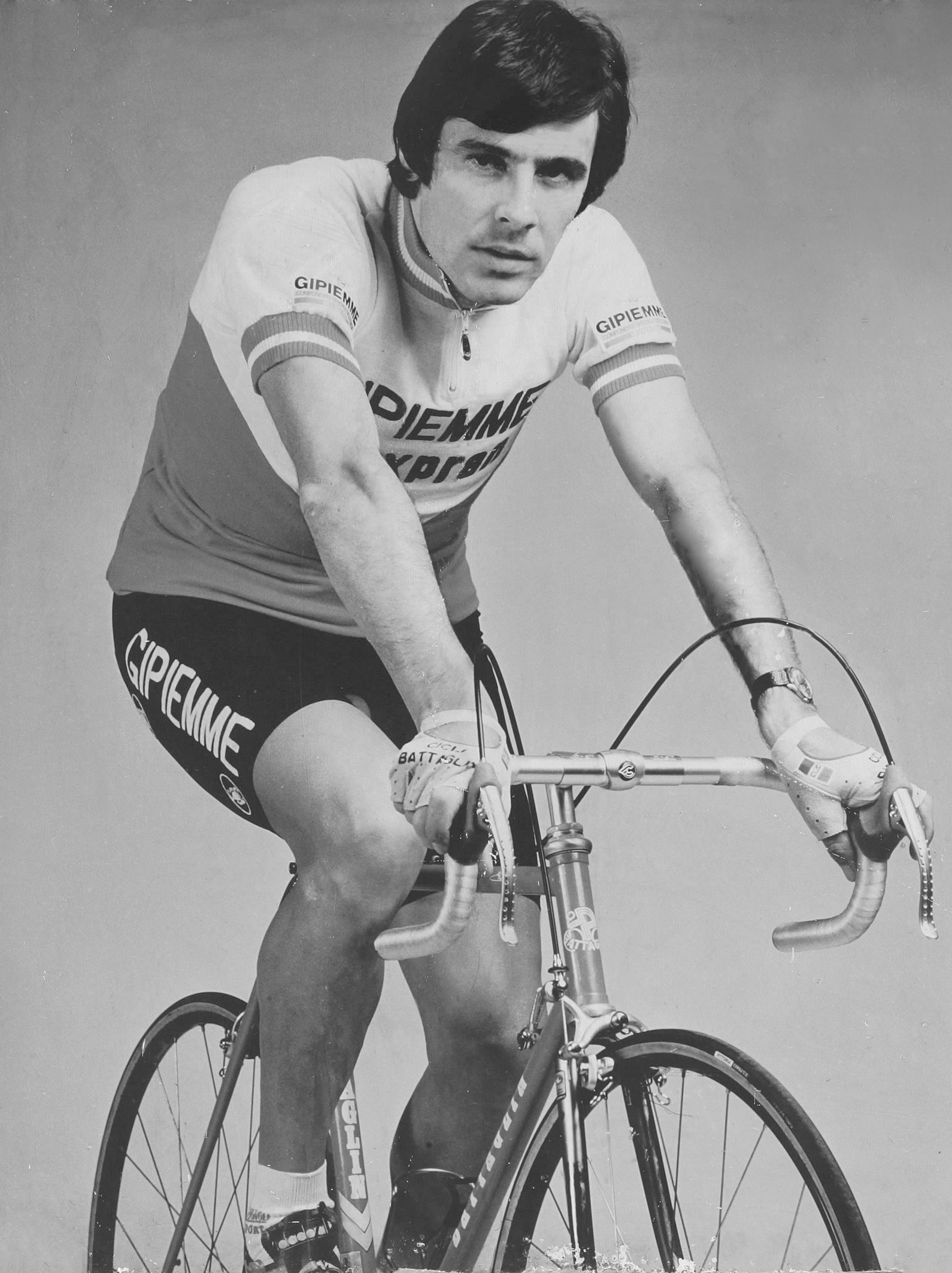
ジョヴァンニ・バッタリン

ジョヴァンニ・バッタリン（Giovanni Battaglin, 1951年7月22日 - ）は、イタリア、マロースティカ出身の元自転車競技選手。

## 経歴
1972年にベビー・ジロ（当時はジロ・デ・イタリアのアマチュア版レース）で総合優勝を果たしたことを契機として、翌1973年にプロロードレース選手に転向。同年のジロ・デ・イタリアにおいて、総合3位に入る。
1979年、ツール・ド・フランスの山岳賞（マイヨ・グランペール）を獲得した他、バスク一周で総合優勝。この他、ティレーノ～アドリアティコ総合3位、ジロ・ディ・ロンバルディア3位などの記録を残した。1980年のジロ・デ・イタリアでは総合3位に入る。
1981年、4月21日から5月10日まで行われたブエルタ・ア・エスパーニャで総合優勝を果たしたが、ブエルタ閉幕から3日後の5月13日に開幕（6月7日閉幕）したジロ・デ・イタリアにも参加。トミー・プリム、ジュゼッペ・サローニ、シルヴァーノ・コンティーニらとの激しい総合優勝争いとなったが、終盤の第20ステージにおいてマリア・ローザをコンティーニから奪取。以後も最終第22ステージまで守り抜き、総合優勝。ブエルタ、ジロの同一年度制覇としては、1973年のエディ・メルクス以来史上2人目である。